# Loyd Carrier

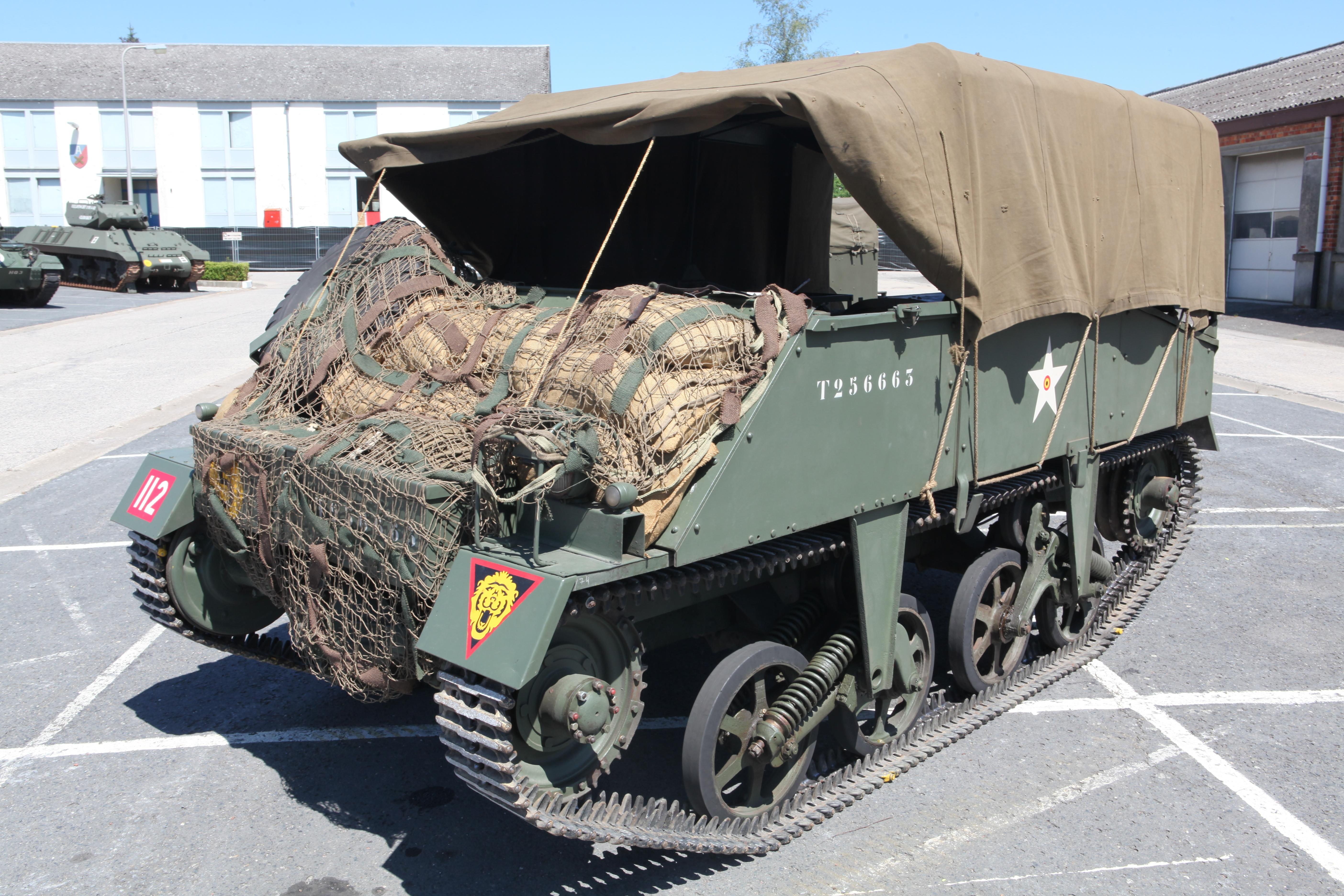
Loyd Carrier

Loyd Carrier bylo britské univerzální pásové vozidlo užívané v době druhé světové války.
Jednalo se o stroj, který měl lehké pancéřování na bocích a v čele, zadní a horní část byla otevřená. V případě nepříznivého počasí mohla chránit osádku plátěná střecha.
Armáda tento stroje testovala v roce 1939, kdy objednala prvních 200 kusů. První dodávky byly od firmy Vivian Loyd's, ovšem výroba byla přesunuta do větších podniků, např. Ford Motor Company, Wolseley Motors, Dennis Brothers Ltd, Aveling & Barford a Sentinel Waggon Works. Celková produkce byla 26 613 kusů.

## Základní varianty
- Tracked Personnel Carrier (TPC) – transportér pro převoz osob a nákladu, vyrobeno přes 1500 kusů.
- Carrier Tracked Towing (CTT) – dělostřelecký tahač do ráže děl 57 mm. Vyrobeno kolem 15 000 kusů.
- Carrier Tracked Cable Layer Mechanical (CTCLM) – mechanický ukladač kabelů, vyrobeno cca 300 kusů.
- Carrier Tracked Starting and Charging (CTSC) – vůz technické pomoci pro tankové oddíly, vybaven generátory pro dobíjení a startování tanků, vyrobeno zhruba 2000 kusů.

## Technické údaje

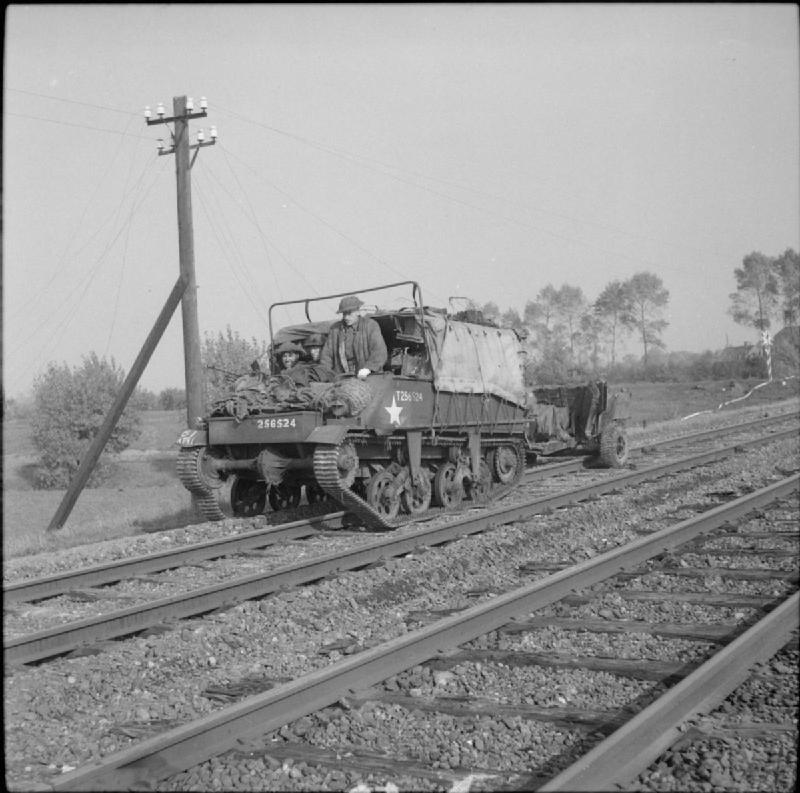
Loyd Carrier s taženým protitankovým kanónem

- Hmotnost: 4,5 t
- Délka: 	4,50 m
- Šířka: 2,07 m
- Výška: 1,42 m
- Osádka: 1 + 7 až 8 cestujících
- Pancéřování: až 6 mm
- Motor: Ford V-8
- Výkon: 85 kW
- Výkon/hmotnost: 18,9 hp / tunu
- Dojezd: 220 km
- Rychlost: 48 km/h